# Rewind: The Unreleased Recordings
Rewind: The Unreleased Recordings es un álbum recopilatorio del músico estadounidense JJ Cale, publicado por la compañía discográfica Universal Music en octubre de 2007. El recopilatorio incluye grabaciones inéditas grabadas entre 1971 y 1983.

## Lista de canciones
Todas las canciones escritas y compuestas por JJ Cale excepto donde se anota. 
| N.º | Título                   | Escritor(es)                 | Duración |  |
| 1.  | «Guess I Lose»           |                              | 2:51     |  |
| 2.  | «Waymore's Blues»        | Waylon Jennings              | 2:39     |  |
| 3.  | «Rollin'»                | Randy Newman                 | 2:55     |  |
| 4.  | «Golden Ring»            | Eric Clapton                 | 3:05     |  |
| 5.  | «My Cricket»             | Leon Russell                 | 2:34     |  |
| 6.  | «Since You Said Goodbye» |                              | 2:46     |  |
| 7.  | «Seven Day Woman»        | Christine Lakeland           | 2:20     |  |
| 8.  | «Bluebird»               |                              | 1:26     |  |
| 9.  | «My Baby and Me»         |                              | 2:21     |  |
| 10. | «Lawdy Mama»             |                              | 2:56     |  |
| 11. | «Blue Sunday»            | Bill Boatman                 | 3:14     |  |
| 12. | «Out of Style»           |                              | 2:24     |  |
| 13. | «Ooh La La»              | JJ Cale y Christine Lakeland | 3:28     |  |
| 14. | «All Mama's Children»    |                              | 2:08     |  |